# ムラウチホビー

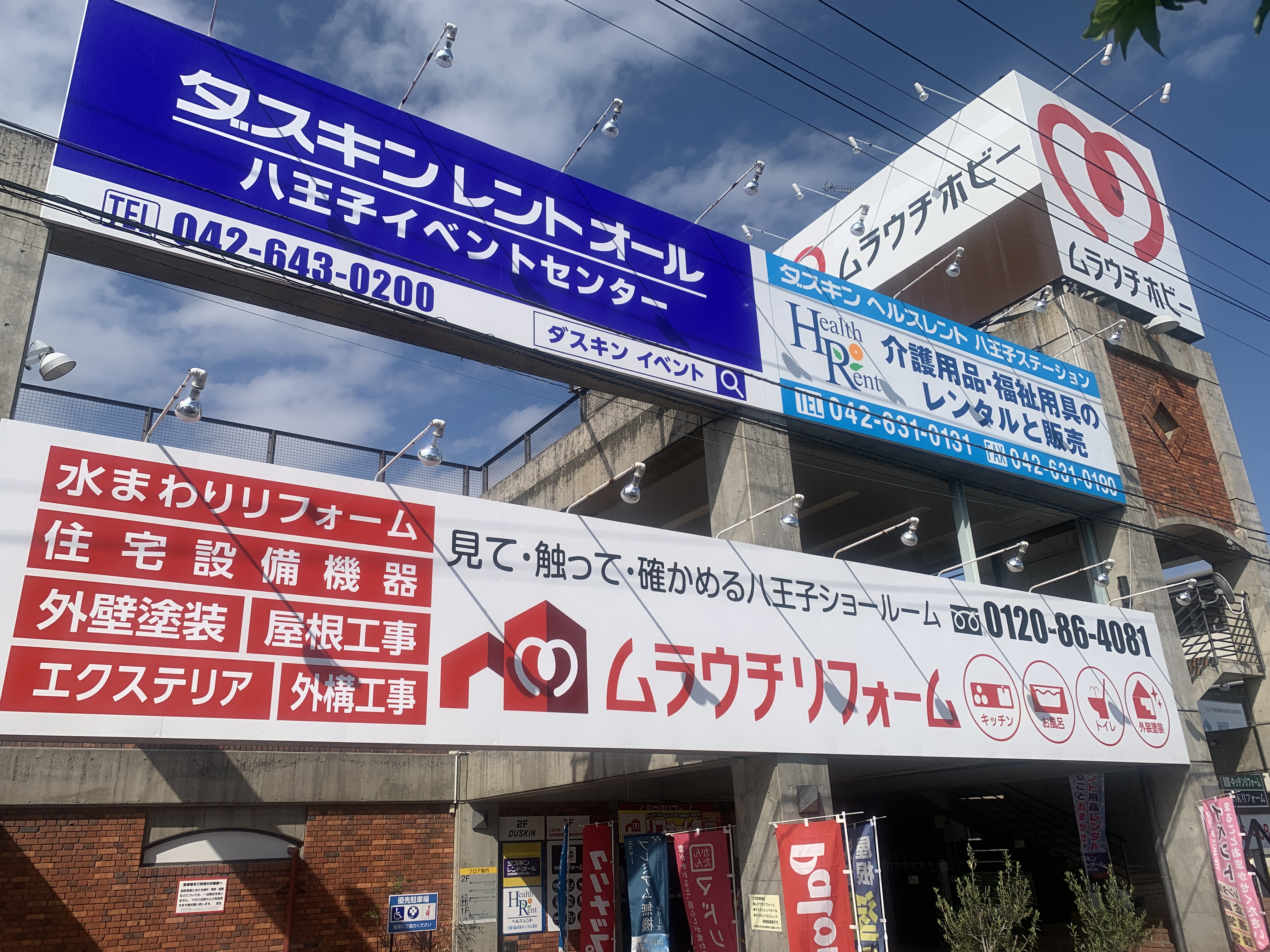
ムラウチホビー本社建物

株式会社ムラウチホビーは、東京都八王子市に本社を置き、東京都と神奈川県でダスキンフランチャイズ (FC) 事業「レントオール」「ヘルスレント」、東京都にリフォームショップ「ムラウチリフォーム」などを展開する企業である。
「ヘルスレント」は介護と福祉用品のレンタル、モニタリング、販売、「ムラウチリフォーム」は西多摩地域で水回り、外壁屋根塗装、各種補助金リフォーム、介護住宅改修、をそれぞれ手掛ける。
以前はホームセンターを八王子を、中心に西多摩地区にチェーン展開もしていたが２０２３年９月あきる野店閉店を最後に事業からは撤退している

## 沿革
- 1974年（昭和49年）
  - 7月 - 株式会社ムラウチホビー設立
  - 10月 - ホームセンター事業
- 1985年（昭和60年）3月 - ダスキンユナイテッドレントオール西八王子ストア開業
- 2005年（平成17年）3月 - ダスキンヘルスレント多摩西ステーション、多摩東ステーション開店
- 2017年（平成29年）3月 - リフォーム事業に進出。ムラウチリフォーム八王子店開店
- ２０２３年（令和5年）９月- ホームセンター事業から撤退（最後のあきる野店閉店に伴い）

## リフォーム事業
ムラウチリフォーム 八王子ショールーム - 東京都八王子市大和田町5-16-1

## ダスキン加盟店事業
レントオール事業、ヘルスレント事業